# Aprion virescens
Aprion virescens és una espècie de peix de la família dels lutjànids i de l'ordre dels perciformes.

## Morfologia
- Els mascles poden assolir 112 cm de longitud total i 15,4 kg de pes.[2][3][4]

## Alimentació
Menja principalment peixos, i, en segon terme, gambes, crancs, cefalòpodes i organismes planctònics.

## Hàbitat
És un peix marí de clima tropical i associat als esculls de corall que viu fins als 180 m de fondària.

## Distribució geogràfica
Es troba des de l'Àfrica oriental fins a les Hawaii, el sud del Japó i Austràlia.

## Ús comercial
Es comercialitza principalment fresc i, també, en salaó, tot i que en menor quantitat.